# Avaler la terre
Avaler la terre (地球を呑む, Chikyu o nomu) est un manga de Osamu Tezuka. Il est prépublié dans le magazine Big Comic de Shogakukan d'avril 1968 au 25 juillet 1969. Il est ensuite relié en deux tomes en mai et juin 1977,.

## Synopsis
Zephyrus est une femme mystérieuse, dotée d'un pouvoir d'attraction irrésistible sur les hommes. Ceux qui l'ont vu ne serait-ce qu'une seule fois, son subjugué pour le restant de leurs jours. Elle utilise cette étrange capacité pour prendre sa revanche sur la société. Mais un jour, ses plans son contrariés quand elle rencontre un homme qui semble immunisé contre ses pouvoirs.

### Documentation
- Sébastien Kimbergt, « Avaler la terre », dans Manga 10 000 Images n°2, Versailles : Éditions H, février 2009, p. 150-151.